# Glücksrad (Spielshow)
Glücksrad (engl. Wheel of Fortune) ist eine Spielshow, die ursprünglich aus den Vereinigten Staaten stammt und in vielen Ländern der Erde ausgestrahlt wird oder wurde. In Deutschland lief die Sendung von Herbst 1988 bis Ende 2002 auf verschiedenen Sendern der ProSiebenSat.1-Gruppe und ist mit über 4000 produzierten Folgen die am häufigsten gesendete Spielshow im deutschen Fernsehen. Von September 2016 bis 2018 gab es ein Remake der Show auf RTLplus, eine weitere Neuauflage wird seit 2023 auf RTL Zwei ausgestrahlt.

## Spielablauf
Prinzip der Sendung ist es, ähnlich einem Kreuzworträtsel Wörter in einem Gitter zu erraten. Hierbei sind Satzzeichen und Ziffern bereits an der Ratewand vorgegeben. Um das Rätseln zu erleichtern, wird vorher eine Kategorie genannt. Die drei Kandidaten haben das Ziel, möglichst hohe Geldbeträge zu erspielen. Dazu drehen sie am Glücksrad, welches mehrere farblich untersetzte Felder besitzt. Die Felder sind überwiegend mit unterschiedlich hohen Geldbeträgen belegt, es gibt allerdings auch bestimmte Aktionsfelder, die den weiteren Spielverlauf beeinflussen:
- Geldbetrag: Der Kandidat kann durch Nennen eines Konsonanten einen Buchstaben an der Ratewand erraten. Ist der Konsonant im Rätsel enthalten, wird dem Kandidaten pro Buchstabe der erdrehte Betrag auf seinem Konto gutgeschrieben. Nach einem richtig gelösten Konsonanten darf der Kandidat entweder einen Vokal kaufen oder das Rätsel lösen (beides darf er auch, ohne das Glücksrad zu drehen), indem er den gesuchten Begriff laut vorliest. Hierbei ist die korrekte Aussprache ausschlaggebend.[2] Rät der Kandidat einen Konsonanten oder kauft einen Vokal, der sich nicht mehr unter den verbleibenden Buchstaben befindet, ist der nächste Kandidat an der Reihe.
- Extradreh: Wann immer zum nächsten Kandidaten gewechselt werden soll, kann dies der Spieler mit dem Extradreh verhindern und erneut am Rad drehen oder den Begriff erneut lösen. Der Extradreh gilt bis zum Ende der Spielrunde, in welchem er erdreht wurde.
- Aussetzen: Der Kandidat darf keinen Konsonanten nennen oder das Rätsel lösen und übergibt sofort an den nächsten Kandidaten.
- Bankrott: Das bisher erspielte Guthaben des Kandidaten wird auf 0 gesetzt und der nächste Kandidat ist an der Reihe.
- Risiko (als Blitz): Der Kandidat setzt einen bestimmten Betrag von seinem Konto und der Moderator stellt eine Frage mit zwei vorgegebenen Antwortmöglichkeiten. Bei einer richtigen Antwort wird der gesetzte Betrag zum Konto des Kandidaten hinzu addiert und bei einer falschen Antwort abgezogen.
- Risiko: Das später neu eingeführte Risiko-Feld kann der Kandidat annehmen oder ablehnen. Dabei wird das Risiko-Feld, welches auf dem Glücksrad verdeckt ist, vom Moderator enthüllt. Hierbei kann der Kandidat unter anderem sein bisher erdrehtes Guthaben verdoppeln, komplett verlieren oder einen bestimmten Geldbetrag hinzu gewinnen.
- Sonderpreis und Überraschungspreis (als Fragezeichen): Bei Erdrehen dieses Feldes gewinnt der Kandidat sofort einen Sachpreis, welchen er nicht mehr verlieren kann.
- Vokal: Der Kandidat darf einen Vokal nennen, ohne diesen von seinem bisher erspielten Geld kaufen zu müssen.

Mit Ausnahme der Felder „Extradreh“, „Aussetzen“ und „Bankrott“ wurden im Laufe der Sendungsgeschichte die zusätzlichen Felder öfter geändert.
Die Kandidaten sind dazu angehalten, das Glücksrad mit ausreichend Schwung zu drehen, da sie ansonsten das erdrehte Feld zu leicht beeinflussen können. Der Moderator ermahnt die Kandidaten bei zu schwachen Drehs zunächst und kann diese bei wiederholtem Male auch annullieren, indem er den Kandidaten um einen erneuten Dreh bittet.
Sobald alle Konsonanten an der Ratewand gefunden wurden, ertönt ein akustisches Signal und es können nur noch Vokale gekauft oder das Rätsel gelöst werden. Erraten die Kandidaten in einer Spielrunde das Rätsel nicht innerhalb einer bestimmten Zeit, ertönt ebenfalls ein akustisches Signal, woraufhin der Moderator der Sendung letztmals für diese Runde einen Geldbetrag erdreht. Ab diesem Zeitpunkt dürfen die Kandidaten dann nur noch je einen Konsonanten raten oder einen Vokal kaufen und müssen dann einen Lösungsversuch unternehmen. Sind sie dazu nicht in der Lage oder lösen das Rätsel falsch, ist der nachfolgende Spieler an der Reihe.
Gewinner einer Spielrunde ist derjenige, der das Rätsel auflöst – was die Spieler natürlich möglichst weit hinauszögern wollen, um möglichst hohe Beträge erspielen zu können. Von dem erspielten Betrag kann der Kandidat aus einer Palette von Sachpreisen „kaufen“. Da der Vorstellung dieser Preise viel Sendezeit eingeräumt wurde, unterlag Glücksrad der Richtlinie für Dauerwerbesendungen.
Mit jeder weiteren Spielrunde erhöhte sich zudem der sogenannte „Höchstbetrag“, der größte erdrehbare Geldbetrag.

### Superspiel
Im Superspiel treten alle Kandidaten gemeinsam an, um den Superpreis zu gewinnen. Sie müssen hierzu fünf Begriffe aus vorgegebenen Kategorien erraten. Zur Lösung dieser Begriffe dürfen die Kandidaten fünf Konsonanten und einen Vokal nennen. Im Laufe der Zeit hat sich hier das „ERNSTL“ unter den Kandidaten etabliert. Zum Lösen aller fünf Begriffe haben die Kandidaten insgesamt 90 Sekunden Zeit, worauf je 30 Sekunden auf einen Kandidaten entfallen, die sich jedoch weiterhin untereinander absprechen können. Nur wenn der jeweilige Kandidat das gesuchte Wort laut sagt, gilt dieses auch als Rateversuch. Die Kandidaten haben das Superspiel gewonnen, wenn sie alle Begriffe vor Ablauf der Zeit lösen konnten. Der Gewinn ist ein Jackpot, der an alle Kandidaten gleichmäßig ausgeschüttet wird.

### Turborunde
In der Turborunde (später auch Quickie-Runde genannt) treten die Kandidaten gegeneinander an und müssen einen vorgegebenen Begriff an der Ratewand lösen. Mit fortschreitender Zeit decken sich immer mehr Buchstaben auf, wodurch die Lösung des Rätsels vereinfacht wird. Gewinner dieser Runde ist der Kandidat, der als erster den Buzzer drückt und die Lösung korrekt vorliest.

### Temporunde
Die Temporunde ist ähnlich aufgebaut wie die Turborunde. Durch Dreh des Moderators wird bestimmt, welcher Kandidat das Rätsel lösen darf. Hierzu darf er zunächst einen Konsonanten raten und nach Aufdecken im Rätsel einen Lösungsversuch unternehmen. Liegt er dabei falsch, ist der nächste Kandidat an der Reihe. Gewinner der Temporunde ist, wer als erster das Rätsel korrekt vorliest.

### Zuschauerspiel
Das Zuschauerspiel ist in eine reguläre Spielrunde eingebettet. Im regulären Rätsel sind allerdings manche Buchstaben farblich hervorgehoben. Diese ergeben in der richtigen Reihenfolge ein weiteres Lösungswort, das der Zuschauer bei Telefonanruf nennen muss. Später wurde das Zuschauerspiel so umgestaltet, dass der Zuschauer bei jeder Spielrunde die Lösung des gesuchten Rätsels nennen konnte.

### Bonusrunde
In der Bonusrunde tritt der Tagessieger der Sendung an. Tagessieger ist der Kandidat, der am meisten Geld innerhalb aller Runden erspielen konnte. Auch in der Bonusrunde wird eine Kategorie vorgegeben, die der Kandidat innerhalb von 15 Sekunden erraten muss. Während in früheren Ausgaben der Sendung vom Kandidaten in der Bonusrunde „nur“ fünf Konsonanten und ein Vokal genannt werden konnten, wurden in den späteren Ausgaben bereits der erwähnte „ERNSTL“ vorgegeben, welches vom Kandidaten durch zwei weitere Konsonanten und einen Vokal ergänzt werden musste. Der Kandidat gewinnt die Bonusrunde, wenn er die Lösung vor Ablauf der 15 Sekunden korrekt vorliest.

## US-amerikanisches Original „Wheel of Fortune“

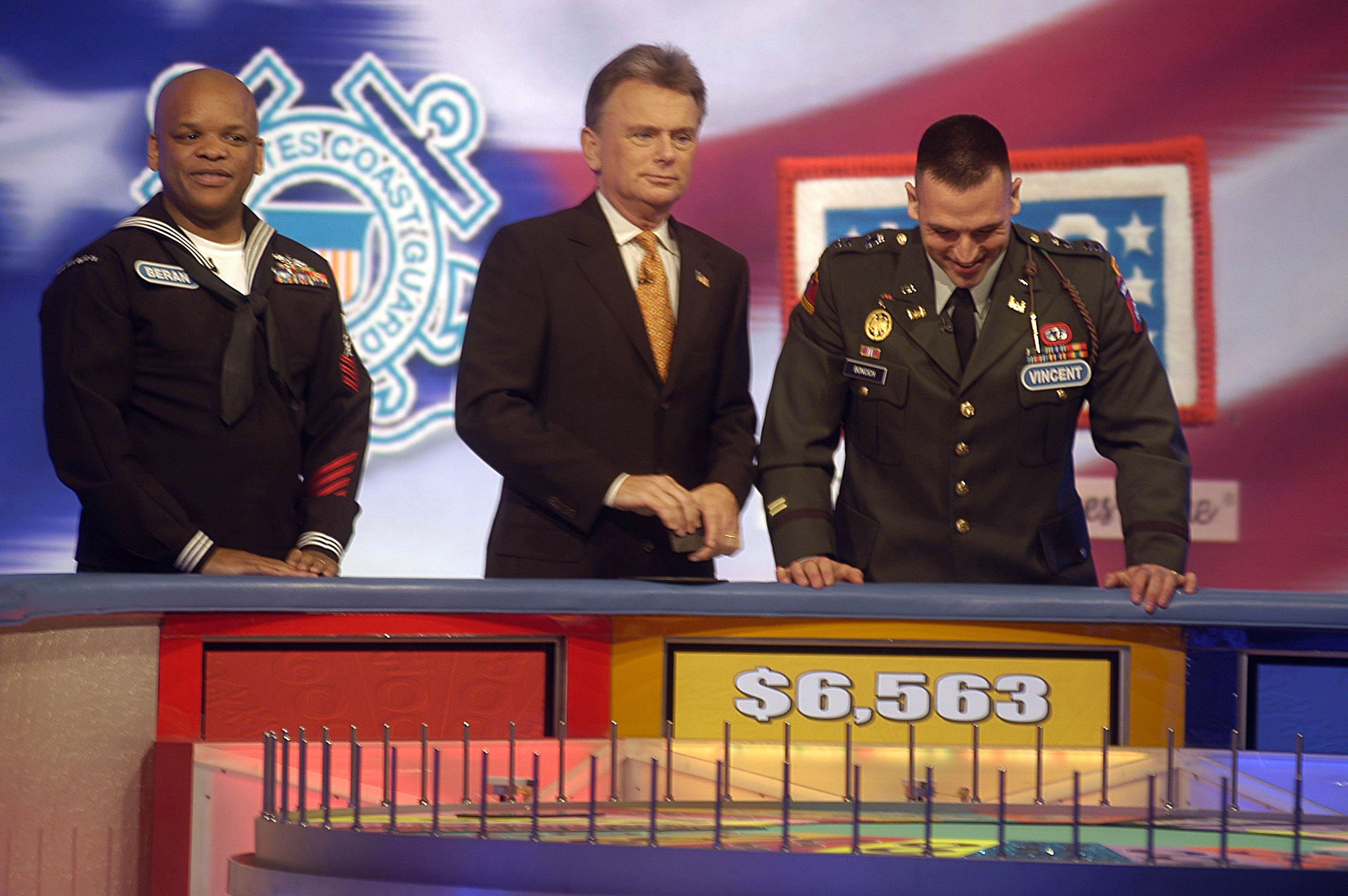
Spielshow „Wheel of Fortune“ (Glücksrad) in den Vereinigten Staaten

Wheel of Fortune ist eine der ältesten Gameshows der USA. Sie wurde 1971 von Merv Griffin erfunden. Die Legende behauptet, dass dies während einer sehr langen Autofahrt mit seinen Kindern geschah, die Hangman spielten.
Am 6. Januar 1975 hatte die Sendung bei NBC ihre Premiere in den USA. Sie wurde zunächst von Chuck Woolery (1941 – 2024) moderiert, seine Assistentin war Vanna White. 1981 löste Pat Sajak Woolery als Moderator ab und führte bis 2024 zusammen mit Vanna White durch die Sendung. Im September 2024 übernahm dann Ryan Seacrest die Moderation der Sendung.  Die Sendung wird zentral von King World Productions produziert und dann an die zahlreichen amerikanischen TV-Stationen lizenziert. Kingworld produziert auch mehrfach im Jahr lokal, zum Beispiel auf Hawaii, in Florida oder Las Vegas, Nevada. Aufgrund der starken Popularität des Formats und der Lizenzeinnahmen sind die Gewinnsummen sehr hoch und die Sachpreise attraktiv. Dadurch hat diese Sendung nach wie vor einen enormen Zulauf.

## Internationale Lizenzierung und Ausgaben

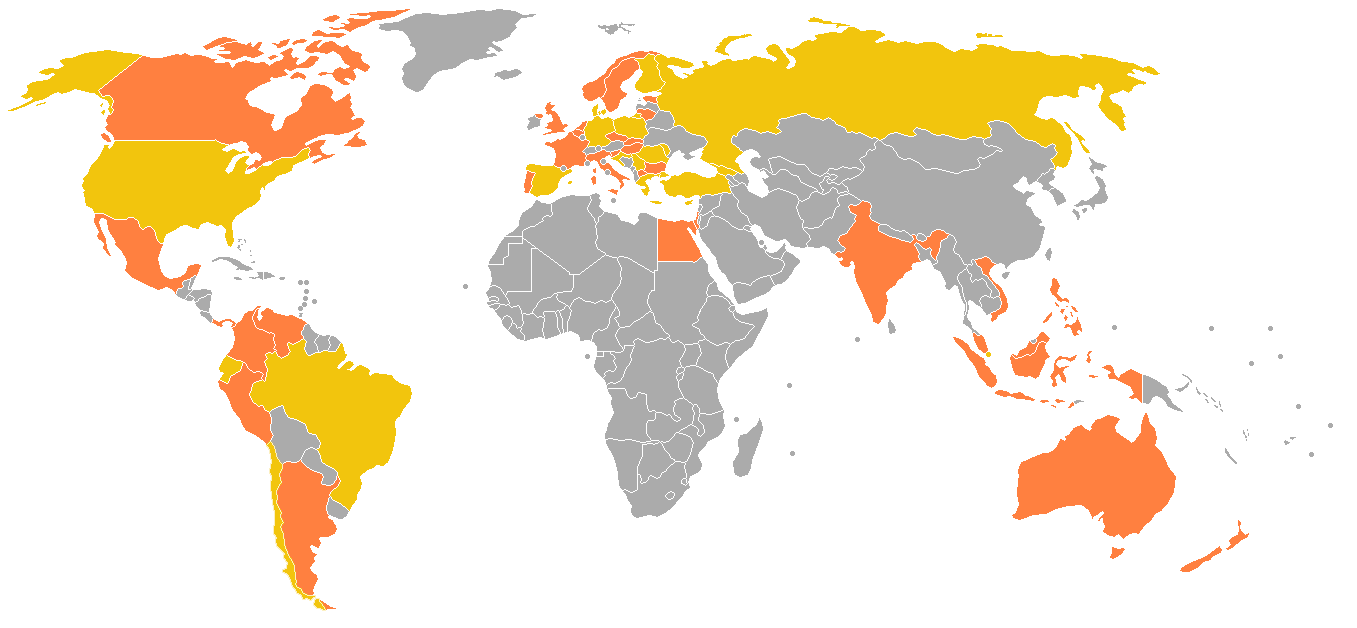
Länder mit einer eigenen Version von Wheel of Fortune

Die internationale Lizenzierung der Sendung liegt derzeit bei CBS International. Dabei unterliegen die Lizenznehmer engen Restriktionen seitens Kingworld. Es werden aber lokale Eigenheiten berücksichtigt: In der Türkei ist Glücksrad eine mehrstündige Live-Sendung mit einem populären Spaßvogel als Gastgeber, in Litauen ist die Ratewand („puzzle board“) aus Kostengründen aus Karton, auf den Philippinen ist das Rad so angebracht, dass auch verschleierte Frauen es drehen können, ohne gegen die guten Sitten zu verstoßen.
In Brasilien wird es von Silvio Santos moderiert, dem Senderinhaber des Kanals SBT. Das markante Markenzeichen ist ein größeres Mikrofon, welches im Ausschnitt des Kragens sehr auffällig wirkt. Er tauscht gelegentlich auch die Rolle und dreht die erratenen Buchstaben selbst um, während die Glücksfee die Moderation übernimmt.

## Deutsche Adaption als „Glücksrad“

### Personen

#### Moderatoren
- Peter Bond (1988–1998)
- Frederic Meisner (1988–2001, 2004–2005)
- Thomas Ohrner (2002)
- Jan Hahn (2016–2018)

#### Assistentinnen der Moderatoren
- Maren Gilzer (1988–1998)
- Gundis Zámbó (1993–1996; nur in „Glücksrad-Gala“)
- Sonya Kraus (1998–2002)
- Katrin Wrobel (2002)
- Ramona Drews (2004–2005)
- Isabel Edvardsson (2016–2018)

#### Moderationsduo
- Thomas Hermanns / Sonya Kraus (2023)
- Guido Cantz / Sonya Kraus (ab 2024)

#### Off-Sprecher
- Hans-Eckart Eckhardt (1988–1989, 1990: 500. Ausgabe, 1992: Muttertags-Ausgabe, 1995–2001)
- Holger Wolgast (1989–1994)
- Ingo Albrecht (Sommer 1994)
- Wolfgang Jürgen (Februar – Sommer 1994)
- Thomas Koch (teilweise 1991–1992)
- Sven Blümel (teilweise 1992–1993)
- Stephan Buchheim (teilweise 1995, 1997)

### Geschichte

#### Erfolgsformat bei Sat.1

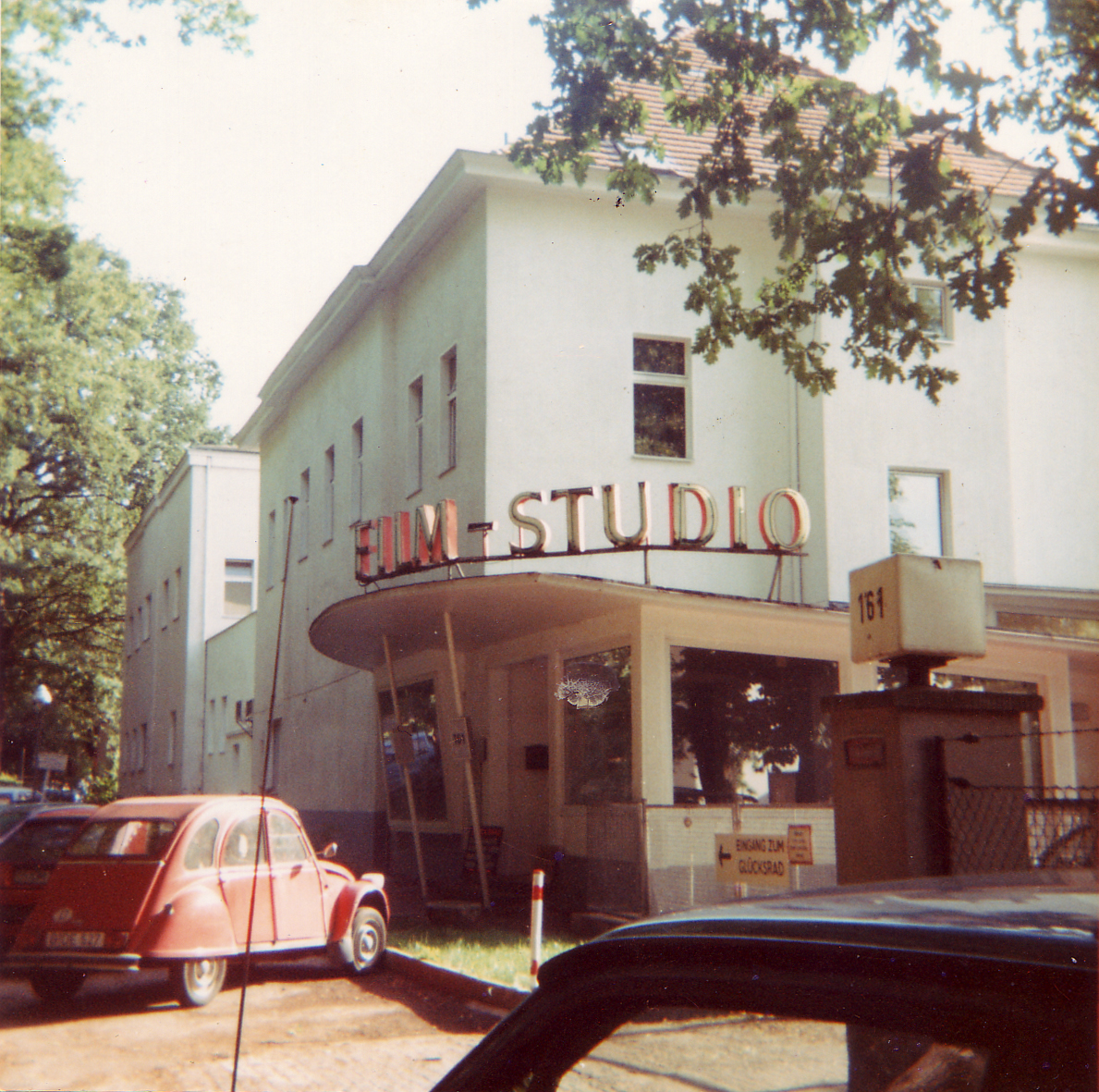
Filmstudios an der Havelchaussee (1992)

In Deutschland ging die Sendung unter dem Titel Glücksrad am 7. November 1988 bei dem Privatsender Sat.1 auf Sendung. Moderiert wurde die Ratesendung damals von Frederic Meisner und dem Schauspieler Peter Bond, die sich wöchentlich abwechselten. „Buchstabenfee“ (die Frau, die die Buchstaben der Ratewand umdreht) war Maren Gilzer. Komponist und Produzent der Glücksrad-Musik war Klaus-Peter Sattler. 1991, im dritten Jahr des Glücksrad, sang Joy Fleming das Glücksrad-Lied zur Intromusik.
Produziert wurde Glücksrad durch die Glücksrad Fernsehproduktionsgesellschaft m.b.H. in dem Studio der VTTV-Fernsehproduktionsgesellschaft in den Havelstudios an der Berliner Havelchaussee. Produzent und Regisseur war Gerrit Neuhaus. Die Platzverhältnisse an der Havelchaussee waren sehr beengt. Bild- und Tonregie waren in einem Ü-Wagen auf dem Hof untergebracht, die Aufzeichnung und Nachbearbeitung fand im Hauptgebäude statt. Masken- und Garderoben befanden sich im 1. Stock des Hauptgebäudes. Die Preise waren in Containern auf dem Gelände verstaut und nach jeder Aufzeichnung gab es eine lange Pause, da die Preise der alten Sendung von der Palette entfernt werden mussten und erst danach die neuen Preise aufgebaut werden konnten. Dadurch war die Zahl der möglichen Aufzeichnungen pro Tag auf 3 beschränkt. Dies war auch der Hauptgrund, später nach Adlershof umzuziehen, da hier in einer Vorbauhalle die Paletten vorbereitet werden konnten, die dann nur noch gegen jene der vorherigen Sendung ausgetauscht werden mussten. Dadurch erhöhte sich die Zahl der möglichen Aufzeichnungen pro Tag auf 5.
Glücksrad war in Deutschland die zweite sogenannte „Daily Gameshow“ nach der zehn Monate früher gestarteten Sendung Ruck Zuck. Aufgrund eines Beschlusses des Neustadter Verwaltungsgerichts musste die Sendung ab April 1991 als Dauerwerbesendung gekennzeichnet werden. Im Laufe der Zeit machte die Sendung einige Veränderungen durch; viele Spielmodi (z. B. Temporunde, Bonusrunde) wurden eingeführt, verändert oder abgeschafft.
Das Glücksrad wurde zunächst montags bis freitags um 19:30 Uhr gesendet. Aufgrund des großen Erfolgs der Sendung wurde im April 1991 eine samstägliche und im September 1991 eine sonntägliche Ausgabe ins Programm genommen. Damit war von 1991 bis 1995 das Glücksrad fast 4 Jahre lang täglich zu sehen.
1994 zog die Produktion in das Studio A auf dem ehemaligen Gelände des Deutschen Fernsehfunks, dem vormaligen Fernsehen der DDR, in Berlin-Adlershof um. Dort standen der Produktion 1200 statt bisher 600 m² zur Verfügung. Im Laufe der Zeit im Studio Adlershof wurde das Glücksrad nach und nach anders bestückt. Es wurden einige neue Felder, beispielsweise Sonderpreis, Superpreis, Überraschungspreis oder Risiko eingeführt.
Auch beim Glücksrad gab es regelmäßig Sendungen mit Prominenten zugunsten eines guten Zwecks; so war am 9. Mai 1992 in einer Sendung zum Muttertag die damalige Bundesministerin für Frauen und Jugend und spätere Bundeskanzlerin Angela Merkel Mitspielerin. In der Sendung vom 26. Dezember 1990 hatte Bernd Stelter als Kandidat in der Sendung seinen ersten Fernsehauftritt. 2001 war er wieder dabei, diesmal im Rahmen einer Prominenten-Woche.
Obwohl das Glücksrad über lange Zeit zu den erfolgreichsten und zuschauerreichsten Formaten des Senders gehörte und auch gegen Ende mit rund 4 Millionen Zuschauern immer noch gute Quoten erreichte, wurde es mit der letzten Sendung am 15. Mai 1998 eingestellt. Die Zuschauer des Glücksrads waren überwiegend ältere Menschen, die für den Privatsender zur „werbeunrelevanten“ Zielgruppe gehörten.
Als Mitte 1997 das Studio Adlershof neu dekoriert wurde, wurden die Zuschauerplätze hinter den Kandidaten durch eine Dekowand ersetzt und über dieser verlegt, sodass dadurch viel weniger Publikum im Studio war, es kaum noch in der Sendung gezeigt wurde und der Applaus als Ergänzung auch vom Band abgespielt wurde. Der damalige Sat.1-Chef Fred Kogel mochte die Sendung nicht, weil überwiegend ältere Menschen im Studiopublikum gesessen hätten. Der geplanten „Programmverjüngung“ fielen nicht nur die Spielshows Glücksrad und Geh aufs Ganze!, sondern auch Serien wie Der Bergdoktor und Kurklinik Rosenau zum Opfer. Dieter Thomas Heck bezeichnete die Absetzungen von Sendungen für ältere Menschen aufgrund von Werbeinteressen damals als „respektlos“ und als „Verletzung der Menschenwürde“.

#### Glücksrad-Gala
1993 entstand als Ableger die „Glücksrad-Gala“, eine 100-minütige Sendung, die teilweise live gesendet wurde. Sie lief annähernd alle vier Wochen samstags um 19:30 Uhr und wurde von Meisner und Bond gemeinsam moderiert. Unterstützung erhielten sie von Buchstabenfee Gilzer und außerdem von Gundis Zámbó. Zwischen den einzelnen Raterunden gab es Showblöcke. Ferner wurden die Gewinnzahlen der Süddeutschen Klassenlotterie gezogen und bekannt gegeben.
Als tragischer „Running Gag“ entwickelte sich nach dem Umzug in das Fernsehstudio Berlin-Adlershof das Zuschauerspiel. In diesem Spiel wurde ein SKL-Losbesitzer vom Studio aus angerufen, um ein Rätsel in der Art des Finalspiels zu lösen. Allerdings waren zu dieser Zeit die noch vorhandenen Ost-Berliner Telefonleitungen der früheren DDR-Post meist überlastet und hatten Probleme mit der Kompatibilität der Leitungen der Bundespost, die von den damals meist westdeutschen Zuschauern benutzt wurden. Somit stieg der Jackpot bis zur vierten Sendung an, ohne dass bis dahin ein Zuschauerspiel gespielt wurde.

#### Weiterführung bei Kabel 1
Nach der Einstellung der Sendung bei Sat.1 wurde das Glücksrad am 18. Mai 1998 nahtlos auf Kabel 1 weitergeführt. Im Moderatoren-Team gab es jedoch einige Veränderungen: Bond und Gilzer verließen das Team, Sonya Kraus übernahm den Part der „Buchstabenfee“. Von der ursprünglichen Glücksrad-Besetzung blieb damit lediglich Meisner übrig. Außerdem wurde ein neues Glücksrad gebaut, weil das Glücksrad aus dem Sat.1-Format nicht mehr auffindbar war. Bei Kabel 1 wurden, mit Ausnahme vom Auto als einer von drei Bonusrundenpreisen, Sachpreise der Spielrunden nicht mehr direkt im Studio präsentiert, sondern via Videowand mit dem damaligen Shoppingsender HOT (heute HSE). Mit der Sendung vom 10. Mai 2001 wurde die mechanische Ratewand durch eine digitale Touchscreen-Ratewand ersetzt.
Ende 2001 hörte auch Meisner vorerst auf. Um die Show zu modernisieren, verpflichtete Kabel 1 den durch Dingsda und Versteckte Kamera bekannten ZDF-Moderator Thomas Ohrner als Glücksrad-Leiter. Neue Buchstabenfee wurde nach dem Ausscheiden von Kraus im Jahre 2002 das Fotomodell und damalige Miss Germany Katrin Wrobel. Während dieser Zeit wurde die Sendung einfacher produziert. Das „Superspiel“ wurde abgeschafft und statt Sachpreisen wurde in den Spielrunden durch die Rundenumsätze nur noch Bargeld gewonnen und per Liveschaltung wurde ein Tagespreis von HOT präsentiert.
Die 1000. Folge wurde am 6. Juni 2002 ausgestrahlt. Das Zuschauerinteresse der Sendung sank in dieser Zeit deutlich und dadurch wurde sie noch im selben Jahr eingestellt. Am 31. Oktober 2002 lief die letzte Ausgabe bei Kabel 1.

#### Weiterführung bei 9Live
Von 2004 bis 2005 gab es bei dem Quizsender 9Live eine Neuauflage des Glücksrads. Ab März 2004 wurde die Sendung zunächst täglich und ab Juli 2004 dreimal wöchentlich ausgestrahlt. Moderator war erneut Meisner, für das Umdrehen der Buchstaben war nun Ramona Drews, die Frau von Jürgen Drews, zuständig.
Wie von Anfang an geplant, wurde nur eine Staffel mit 100 Sendungen als so genannte „Low-Budget“-Produktion hergestellt. Dies zeigte sich beispielsweise in der recht einfachen Aufmachung des Studios und den Applaus-Einspielern, da aus Kostengründen auf ein echtes Publikum verzichtet wurde. Denn im Gegensatz zu früheren Sendungen sollte die Produktion bei 9Live lediglich dazu dienen, neue Zuschauer für das eigentliche Kerngeschäft des Senders, die Call-in-Sendungen, anzulocken.
Mit der Einstellung der Sendungen im März 2005 verschwand das Glücksrad aus dem deutschen Fernsehen. Jedoch gab es 2007 im Gameshow-Marathon auf ProSieben eine Neuauflage des Glücksrads.
Ferner hieß es bei 9Live in diversen Sendungen, in denen der Gewinn mit einem „Glücksrad“ entschieden wird, es handele sich um das „originale Glücksrad“. Dieses wurde nach Einstellung des Senders für 8000 Euro beim Internet-Auktionshaus eBay versteigert.

#### Neuauflage bei RTLplus
Für den RTL-Ableger RTLplus, der im Juni 2016 auf Sendung gegangen ist, wurde eine Neuauflage von Glücksrad angekündigt. Damit wechselte die Show erstmals von Sendern der ehemaligen ProSiebenSat.1 Media AG zu RTL Deutschland. Die Moderation übernahm Jan Hahn mit Buchstabenfee Isabel Edvardsson. Die Erstausstrahlung erfolgte am 17. Oktober 2016. Die ersten beiden Staffeln umfassten jeweils 60 Folgen. Vom 10. Oktober bis 8. Dezember 2017 lief die dritte Staffel, welche 45 Ausgaben beinhaltet. Im Februar 2018 teilte RTLplus mit, die Produktion neuer Folgen wegen mangelnder Einschaltquoten einzustellen.

#### Neuauflage bei RTL Zwei
Auf den Screenforce Days 2022 wurde bekanntgegeben, dass RTL Zwei an einer weiteren Neuauflage der Sendung arbeitet. Als Moderatoren sollen Sonya Kraus und Thomas Hermanns eingesetzt werden. Ende September wurden in den Kölner MMC Studios vier Folgen aufgezeichnet. Die Ausstrahlung erfolgte am 26. Januar 2023, eine Woche zuvor war die Ausgabe bereits auf RTL+ online zu sehen.

## Trivia
- In den 1990er Jahren gab es Glücksrad auch als Computerspiel für den Amiga 500 und den Commodore 64.
- In einer Sendung von 2001 war „www.yahoo.de“ das gesuchte Lösungswort und wurde vom Moderator als „meistgenutzte Suchmaschine im Internet“ bezeichnet.[20]
- Hella von Sinnen musste in der Sendung vom 19. März 2001 einen Wetteinsatz aus der Sendung Wetten, dass..? einlösen und bei mehreren Spielrunden die Buchstaben an der Ratewand umdrehen.[21]
- Im Videoclip zu ihrem Song You Can Get It von 2021 spielt die kanadische Rockband Arkells (feat. K. Flay) Glücksrad.